# ستيفان غوستافسون
ستيفان غوستافسون هو لاعب هوكي الجليد سويدي، ولد في 22 نوفمبر 1965.